# Jungferntrogon

Verbreitungsgebiet des Jungferntrogons

Der Jungferntrogon (Trogon collaris) ist eine Vogelart aus der Familie der Trogone (Trogonidae).
Der Vogel kommt von Mexikos über Kolumbien, Ecuador und Peru im Norden Südamerikas sowie in Trinidad und Tobago vor.
Der Lebensraum umfasst feuchten immergrünen Tieflandwald, Andenausläufer, subtropische, feuchte Wälder, Waldränder, überflutete Wälder, gerne in Wassernähe bis 1200 bis 1700 m im Süden des Verbreitungsgebietes, in Mexiko bis 2400, in Costa Rica bis 2300 m Höhe.

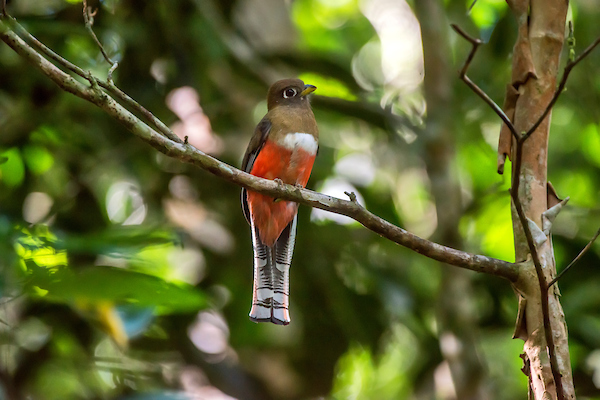
Weibchen

Der Artzusatz kommt von lateinisch collum ‚Nacken‘.

## Merkmale
Die Art ist 25–29 cm groß und wiegt 50–65 g, ein kleiner Trogon mit langem Schwanz, kleinen Füßen und kurzem, dickem, hellgelbem Schnabel. Das Männchen ist an Scheitel, Nacken, Oberseite und Brust metallisch grün mit schwarzem Gesicht, schwarzer Kehle und weißer Marmorierung auf dem Flügelspiegel. Diese Marmorierung ist feiner gezeichnet im Süden des Lebensraumes. Der Augenring ist rot bis orangefarben. Die Flugfedern sind schwarz, die Außenfahnen der Handschwingen haben schmale weiße Ränder.
Die Steuerfedern sind blaugrün mit schwarzen Spitzen auf der Schwanzoberseite, die Schwanzunterseite ist schwarz-weiß gebändert mit breiten weißen Spitzen. Ein schmales weißes Band grenzt die metallisch hellgrüne Brust von der leuchtend roten Unterseite.
Beim Weibchen ist die Oberseite braun statt grün, am Bürzel und den Oberschwanzdecken am hellsten. Der Augenring ist unterbrochen und weiß. Der Unterschnabel ist blass gelb mit breitem schwarzem Streifen am Schnabelfirst. Die Schwanzoberseite ist dunkel rotbraun mit schwarzen Spitzen, die Flügeldecken sind olivbraun mit feiner schwarzer Zeichnung. Die Brust ist an den Seiten bräunlich, der Bauch matter rot. Die äußeren Steuerfedern sind grau und etwas weiß gesprenkelt.
Die Iris ist dunkelbraun, der Schnabel matt gelb oder der Oberschnabel schwarz mit gelber Schneidkante an der Basis beim Männchen, beim Weibchen ist der Unterschnabel matt gelb. Beine und Füße sind bräunlich, hornfarben bis blass grau.
Jungvögel sind überwiegend braun, die Flügeldecken gelbbraun gefleckt.
Die Art unterscheidet sich durch geringere Größe vom Kupfertrogon (Trogon elegans), hat schmalere schwarze Spitzen an der Schwanzoberseite, dichtere Bänderung auf der Unterseite der Steuerfedern.
Der Bronzetrogon (Trogon mexicanus) hat eine feinere Zeichnung auf den Flügeldecken, die Steuerfedern sind unten schwarz mit breiten weißen Spitzen und haben keine Binden. Das Weibchen hat einen längeren Schwanz und ein bräunliches Brustband, das Rot an der Unterseite ist umgrenzter.
Der Blauscheiteltrogon (Trogon curucui) ist an Kopf und Brust bläulich, das Weibchen an der Oberseite grau.
Schieferschwanztrogon (Trogon massena), Schwarzschwanztrogon (Trogon melanurus), Blauschwanztrogon (Trogon comptus) und Guayaquiltrogon (Trogon mesurus) sind wesentlich größer und haben kein Weiß an der Schwanzunterseite.
Der Sperberschwanztrogon (Trogon clathratus) ist größer, hat eine blasse Iris und schwärzere Schwanzunterseite.
Das Männchen des Bairdtrogons (Trogon bairdii) hat eine blaue Oberseite, blauen Schnabel und weiße Schwanzunterseite, das Weibchen ist auf der Oberseite grau.
Dem Jungferntrogon am ähnlichsten ist der Maskentrogon (Trogon personatus), der in höheren Lagen vorkommt, dessen Schwanzunterseite noch schmäler gebändert ist, zudem hat das Männchen einen schmalen roten Augenring, das Weibchen eine schwarze Maske.

## Geografische Variation
Folgende Unterarten werden anerkannt:
- T. c. puella (Gould, 1846)[8] – Mexiko (Südosten in San Luis Potosí und and Guerrero) nach Süden entlang beider Küstenregionen bis Panama (Westen der Provinz Panamá), Bauch beim Männchen blaugrün, Schwanz zartern schwarz-weiß gebändert, Weibchen heller, Bauch orange-rot, Schwanz weißlich
- T. c. underwoodi (Bangs, 1908)[9] – feuchter Bergwald im Nordwesten Costa Ricas
- T. c. aurantiiventris (Goldbauchtrogon) (Gould, 1846) – Costa Rica & Panama in den Bergen des Talamanca-Gebirges
- T. c. extimus Griscom, 1929[10] – Nordosten Panamas (östliche Provinz Darién), kleiner
- T. c. heothinus (Wetmore, 1967)[11] – östlicher Rand der Serranía del Darién (Darién Gap), deutlichere weiße Zeichnung auf dem Schwanz, Augenring kaum sichtbar
- T. c. virginalis (Cabanis & Heine, 1863)[12] – Westkolumbien und -Ecuador, Rücken deutlich blaugrün schimmernd, wenig ausgeprägte weiße Zeichnung, Weibchen hell kastanienbraun
- T. c. subtropicalis Zimmer, 1948[13] – Subtropen in Westkolumbien im Tal des Río Magdalena und des Río Cauca, im Mittel etwas größer, blasser gefärbt
- T. c. exoptatus (Cabanis & Heine, 1863)[14] – Sierra de Perijá; Nordvenezuela, Trinidad und Tobago, kupfergrün auf Rücken und Bauch, Schwanz länger
- T. c. collaris Vieillot, 1817, Nominatform – Westliches und nördlich-zentrales Südamerika nördlich des Amazonas von Kolumbien bis Guyanas
- T. c. castaneus (Spix, 1824)[15] – Südamerika südlich des Amazonas von Peru und Bolivien östlich bis Pará und Ostbrasilien von Bahia bis Rio de Janeiro, Schultern und Flügeldecken grau-schwarz, gröbere Strichelung

Die vorgeschlagene Unterart T. c. eytoni (Fraser, 1857) – Ostbrasilien (Rio de Janeiro) wird als nicht unterscheidbar vom T. c. castaneus angesehen.

## Stimme
Die Lautäußerungen werden in Peru als Folge von sanft pfeifenden Lauten mit stotterndem Beginn „whi’whi whew-whes-whes“ beschrieben, der Ruf als ansteigendes leises Miauen, dann abfallendes Rattern „teeer’r’r’r’r“. Im nördlichen Teil des Verbreitungsgebietes ist der Gesang eine kurze Folge klagender „kyow'-kyow“ und schnellerer „kyow kyow-kyow“-Laute.

## Lebensweise
Die Art ist größtenteils ein Standvogel, lediglich in Costa Rica kommt ein Teil der Vögel nach der Brutzeit in niedrigere Lagen herab.
Die Art sitzt meist einzeln oder paarweise in mittlerer Baumhöhe oder auf dem Unterwuchs, bildet aber manchmal um die Brutzeit herum kleine Gruppen, ist auch in der Nähe gemischter Jagdgemeinschaften zu finden.
Die Nahrung besteht aus Früchten und Wirbellosen, die von Ansitzen aus auf benachbarten Ästen geholt werden, auch durch Warten auf hochgeschreckte Beute durch andere Insektenjäger.
Die Brutzeit liegt zwischen Januar und April in Costa Rica, zwischen März und Juni in Mexiko, im April in Belize, zwischen Januar und Mai in Kolumbien, zwischen April und Juni in Venezuela, zwischen März und Mai in Trinidad und zwischen November und Dezember in Französisch-Guayana. Das Nest wird in einer Höhle angelegt, das Gelege besteht aus bis zu 12 Eiern.

## Gefährdungssituation
Der Bestand gilt als „nicht gefährdet“ (least Concern).